# Paraphasmophaga dissita
Paraphasmophaga dissita är en tvåvingeart som beskrevs av Henry J. Reinhard 1962. Paraphasmophaga dissita ingår i släktet Paraphasmophaga och familjen parasitflugor.
Artens utbredningsområde är Kalifornien. Inga underarter finns listade i Catalogue of Life.